# 孙皓晖
孙皓晖（1945年—），陕西三原县西阳镇人，中国作家、学者、编剧，曾任西北大学法律系教授，代表作为长篇历史小说《大秦帝国》。并担任电视剧《大秦帝国之裂变》编剧。

## 人物生平
1973年考入陕西师范大学政治教育系。1993年秋开始写《大秦帝国》；2008年4月《大秦帝国》出版，共6部11卷，504万字，成为中国第一部全面表现秦帝国时代的长篇历史小说。
2013年，孙皓晖凭借《大秦帝国》以455万元名列第八届中国作家富豪榜第20位。